# Leipula lata
Leipula lata là một loài tò vò trong họ Ichneumonidae.